# Canicosa de la Sierra
Canicosa de la Sierra ist ein Ort und eine zur bevölkerungsarmen Serranía Celtibérica gehörende Gemeinde (municipio) mit nur noch 424 Einwohnern (Stand: 2024) in der Provinz Burgos in der spanischen Region Kastilien-León. 

## Lage und Klima
Canicosa de la Sierra liegt in einer waldreichen Umgebung in einer Höhe von etwa 1140 m etwa 75 km (Fahrtstrecke) südöstlich von Burgos. Das Klima im Winter ist kühl, im Sommer dagegen trotz der Höhenlage gemäßigt bis warm; Niederschläge (ca. 887 mm/Jahr) fallen überwiegend im Winterhalbjahr.

## Bevölkerungsentwicklung
| Jahr      | 1970 | 1981 | 1991 | 2001 | 2011 | 2021 |
| Einwohner | 865  | 774  | 693  | 628  | 557  | 436  |

## Wirtschaft
Canicosa de la Sierra war und ist nahezu ausschließlich land- und forstwirtschaftlich geprägt. 

## Sehenswürdigkeiten
- Stefanskirche (Iglesia de San Esteban Protomártir)
- Einsiedelei von San Roque
- Einsiedelei Unsere Liebe Frau (Ermita de Nuestra Señora de Revenga)
- Einsiedelei der Jungfrau von Carrascal (Ermita de la Virgen del Carrascal)

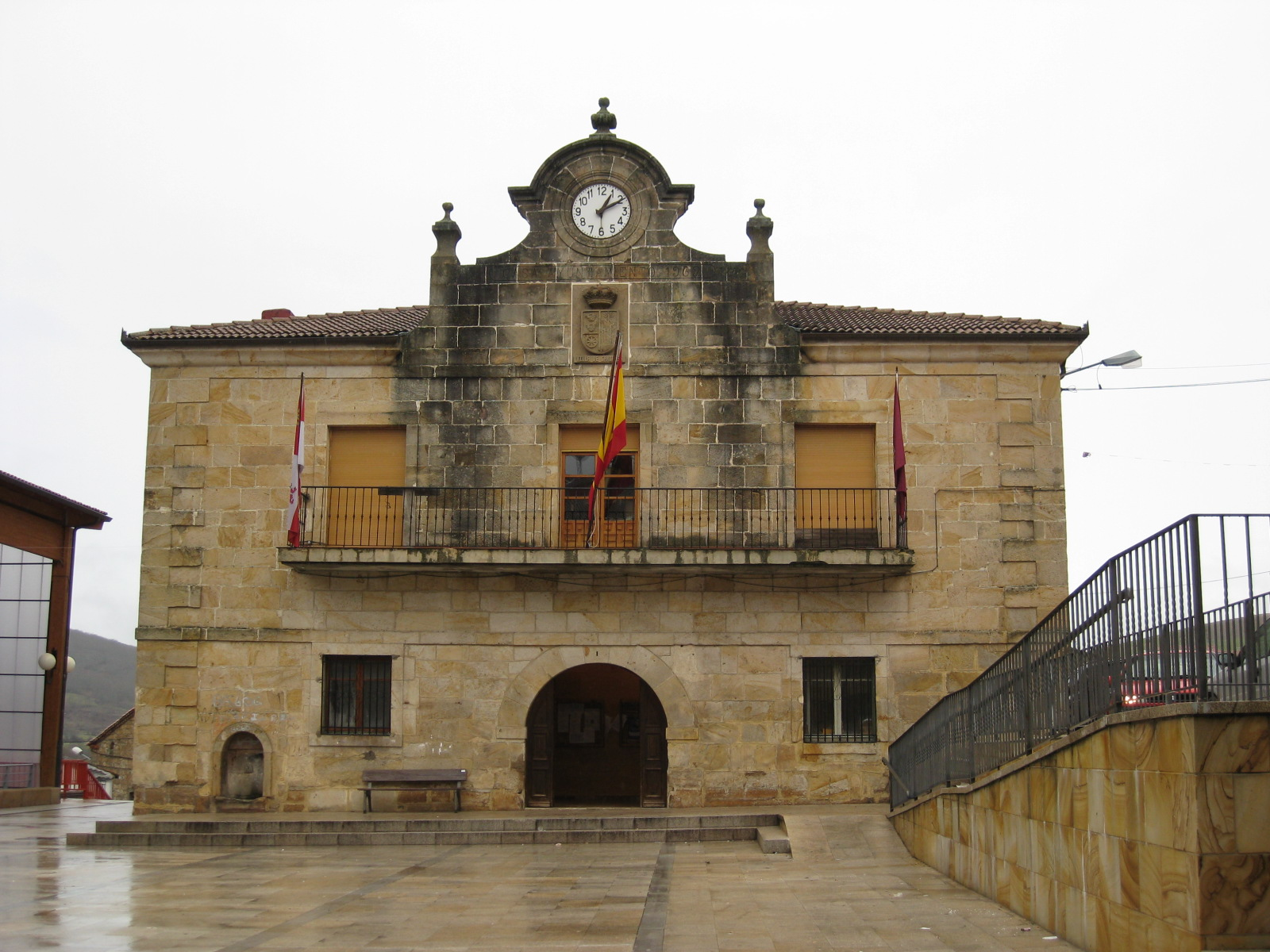
Rathaus
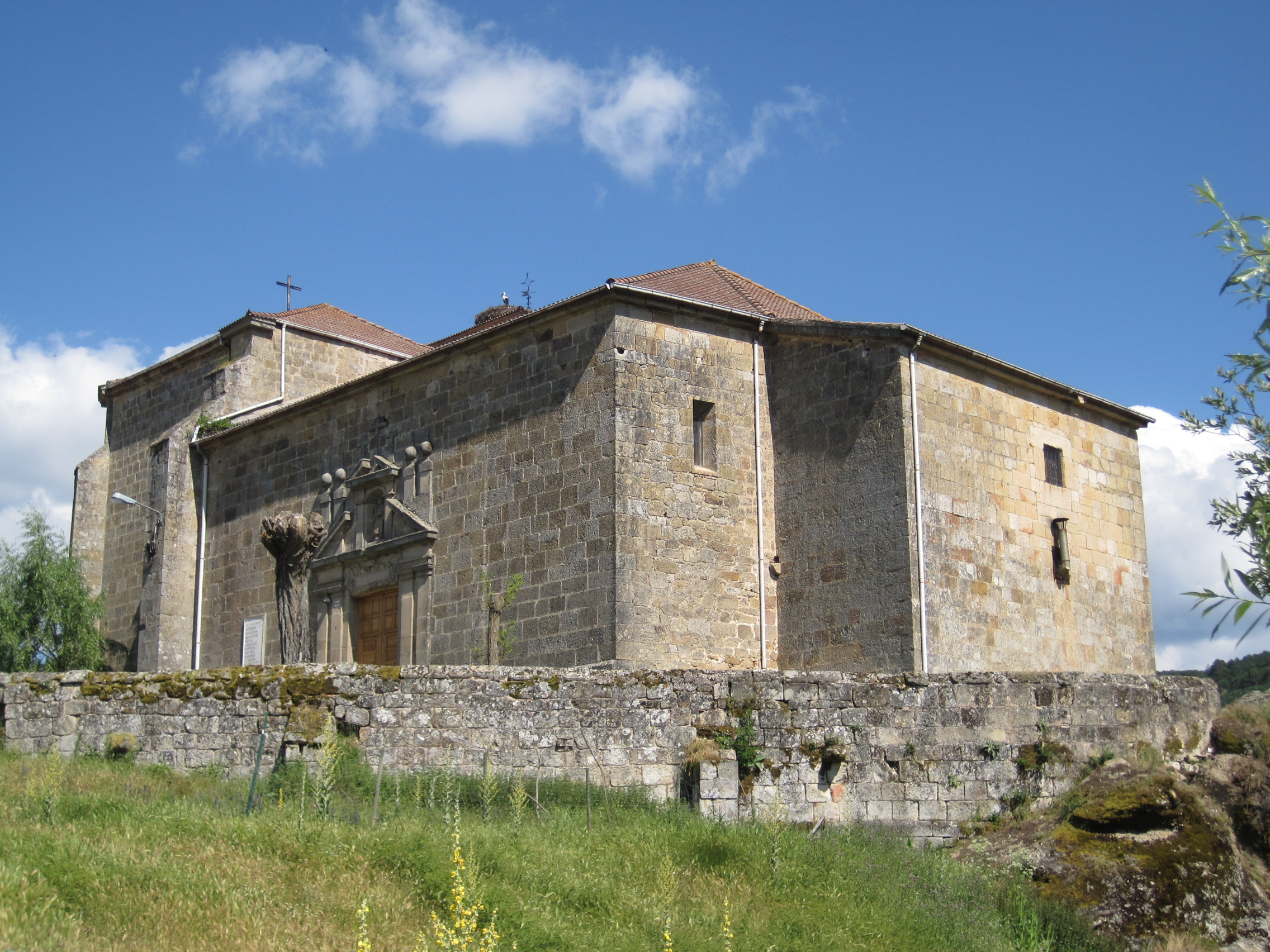
Stefanskirche
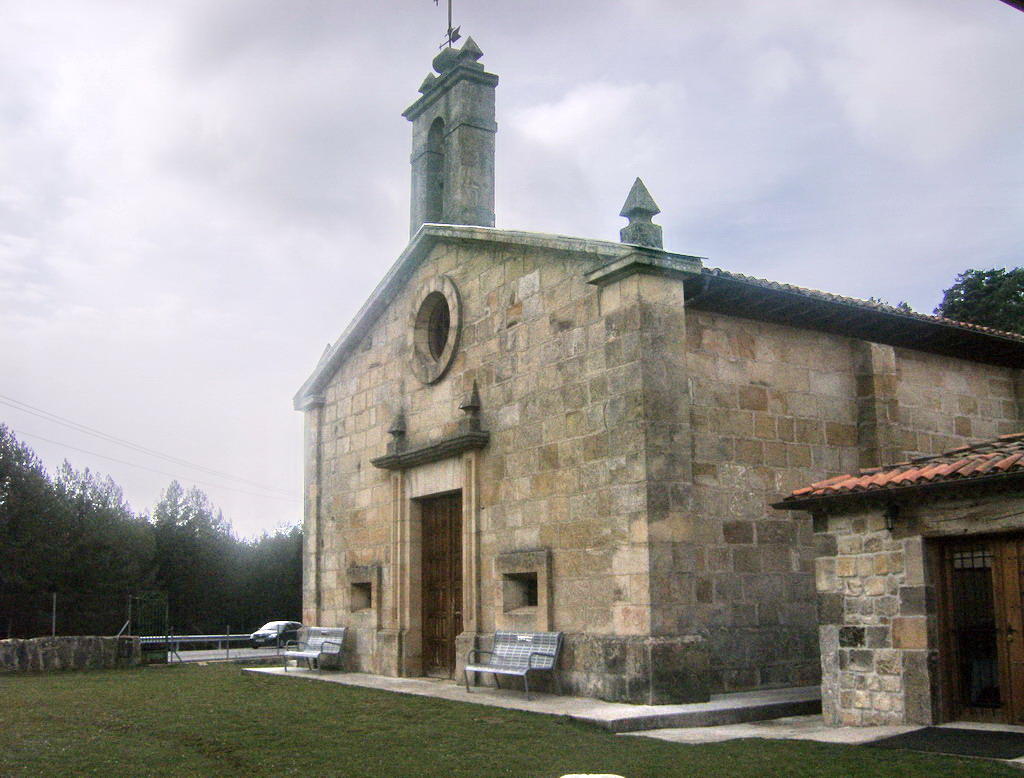
Einsiedelei Unsere Liebe Frau von Revenga

- Rathaus
- Stefanskirche
- Einsiedelei Unsere Liebe Frau von Revenga